# Bergwerk (Klipphausen)
Bergwerk ist eine Siedlung in der Gemarkung Pegenau in der Ortschaft Scharfenberg, die zur Gemeinde Klipphausen im Landkreis Meißen, Sachsen, gehört. 

## Geographie
Bergwerk liegt südöstlich von Meißen im Meißner Hochland. Es liegt im Hinterland von Schloss Scharfenberg. Ortsteile in der Umgebung sind Scharfenberg (Gruben) im Südwesten, Reppina im Nordosten und Pegenau im Südosten. Mehrere Gebäude im Ort sind als Kulturdenkmal geschützt (siehe Liste der Kulturdenkmale in Scharfenberg).

## Geschichte

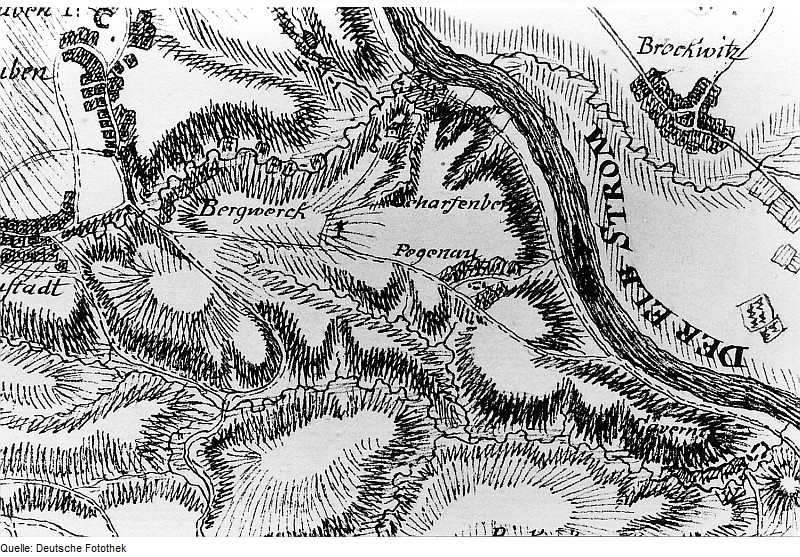
„Bergwerck“ auf einer Karte aus dem 18. Jahrhundert

Bergwerk entstand Anfang des 18. Jahrhunderts als Häuslersiedlung in der Gemarkung Pegenau und wurde bereits 1764 und 1814 unter seinem heutigen Namen urkundlich erwähnt. Das Erbamt Meißen verwaltete die Siedlung. Die Grundherrschaft übten die Herren von Schloss Scharfenberg aus. Als Teil von Pegenau bildete Bergwerk mit weiteren Siedlungen der Umgebung die Landgemeinde Gruben, die 1920 nach dem nahen Schloss in Scharfenberg umbenannt wurde. Seit 1999 besitzt Scharfenberg einen Ortschaftsstatus innerhalb der Gemeinde Klipphausen, zu der somit auch Bergwerk zählt.

### Einwohnerentwicklung
| Jahr | Einwohner          |
| ---- | ------------------ |
| 1786 | 24 Häusler         |
| 1834 | 172                |
| 1871 | 232                |
| 1890 | 266                |
| 1910 | siehe Scharfenberg |